# 小行星675
小行星675（675 Ludmilla）是一颗围绕太阳公转的小行星。1908年8月30日，喬爾·梅特卡夫在汤顿描述了此天体。
該小行星以俄国作曲家米哈伊尔·伊万诺维奇·格林卡改编自亚历山大·谢尔盖耶维奇·普希金同名诗集的歌剧《鲁斯兰与柳德米拉》的登场人物柳德米拉（Ludmilla）命名。
这颗小行星的绝对星等为7.91等。

## 相关條目
- 小行星列表/10001-11000

## 外部連結
- Asteroid Lightcurve Database (LCDB) （页面存档备份，存于）, query form (info （页面存档备份，存于）)
- Dictionary of Minor Planet Names, Google books
- Discovery Circumstances: Numbered Minor Planets (10001)-(15000) （页面存档备份，存于） – Minor Planet Center
- 小行星675 at AstDyS-2, Asteroids—Dynamic Site
  - Ephemeris · Observation prediction · Orbital info · Proper elements · Observational info
- NASA JPL小天體瀏覽器上的小行星675

| 前一小行星： 小行星674 | 小行星列表 | 後一小行星： 小行星676 |